# Marcel Reymond
Marcel Reymond, švicarski smučarski skakalec, * 7. julij 1911, Sainte-Croix, Švica, † 4. oktober 2002, Sainte-Croix.
Reymond je največji uspeh kariere dosegel z osvojitvijo naslova svetovnega prvaka na Svetovnem prvenstvu 1933 v Innsbrucku na veliki skakalnici. Nastopil je na Zimskih olimpijskih igrah 1936 v Garmisch-Partenkirchnu, kjer je zasedel 28. mesto.